# Peshkopi
Peshkopi (in albanese Peshkopia) è una frazione del comune albanese di Dibër, capoluogo dell'omonima prefettura, nell’est dell'Albania; si trova a 188 km da Tirana ed è attraversata da torrente i llixhave.
Già comune autonomo, la riforma amministrativa del 2015 ne ha disposto l'accorpamento con gli ex-comuni di Fushë Çidhën, Kala e Dodës, Kastriot, Arras, Luzni, Maqellarë, Melan, Muhurr, Lurë, Selishtë, Sllovë, Tomin, Zall Dardhë e Zall Reç per costituire il nuovo comune di Dibër, rimanendo però il centro amministrativo del comune.

## Storia
La regione oggi conosciuta come Dibër era abitata in epoca precristiana dalla tribù illirica nota ai romani come Penestae, Πενέσται in greco antico (in albanese: penestë).
Il nome di Peshkopi deriva dalla parola peshkop che significa vescovo in albanese e da Episkopè in greco. Le mappe bulgare dell'XI secolo mostrano la città con il nome di Presolengrad. La regione di Dibër fu inclusa nell'archepiscopato ortodosso di Ocrida nel 1019 e un anno dopo ricevette lo status di episcopato con il suo centro nel rione Bulke di Peshkopi, situato nell'attuale quartiere di Dobrovë. La chiesa centrale dell'Episcopato di Dibër era quella di Santo Stefano (in albanese: Kisha e Shën Shqefnit). La sede dell'Episcopato sarebbe stata successivamente trasferita, ma la città di Peshkopi mantenne il suo nome. Peshkopi è menzionato già nel XV secolo con il nome di Peskopia.
All'inizio del XVI secolo, l'impero ottomano aveva completato la sua conquista dell'Albania. Sotto il dominio dell'Impero ottomano, Peshkopi (allora Debre-i Zir, che significava "Debre bassa" in turco ottomano) era una piccola città mercantile, messa in ombra dalla più grande e sgargiante Debar (in albanese: Dibra e Madhe, "Grande Dibër"), che oggi si trova appena oltre il confine macedone. Nel 1873 fu costruita una caserma ottomana a Peshkopi, che ospitava fino a 8000 soldati.
La regione di Dibër, inclusa Peshkopi, prese parte alle rivolte contro l'autorità ottomana che si stavano verificando in Albania nei primi anni del novecento. Bande armate albanesi (in albanese: çeta) liberarono Peshkopi dagli ottomani il 16 agosto 1912.
All'indomani della rottura con l’Impero ottomano, l’esercito serbo invase Dibër ed entrò a Peshkopi all'inizio del dicembre 1912. Le forze albanesi ripresero la città il 20 settembre 1913. L’esercito bulgaro invase la città il 1 gennaio 1916. L'Impero austro-ungarico, un alleato della Bulgaria, portò l’esercito a Peshkopi il 12 aprile 1916 e procurò incendi e condanne a morte in tutta la regione nel tentativo di domare la resistenza locale. I bulgari e gli austro-ungarici lasciarono la zona nel settembre del 1918.
Le forze italiane invasero l'Albania nel 1939, raggiungendo Peshkopi il 15 aprile. I partigiani comunisti albanesi ripreso la città il 9 settembre 1943. L'ottobre seguente, i partigiani sconfissero le forze del Balli Kombëtar in una battaglia armata per il controllo della città. Nel luglio del 1944, le forze tedesche occuparono la città, ma furono espulse più tardi nello stesso mese. I combattimenti continuarono nella regione di Dibër fino all'inizio di settembre, lasciando il controllo all'esercito di liberazione nazionale a dominanza comunista (in albanese: Ushtria Nacionalçlirimtare).

## Turismo

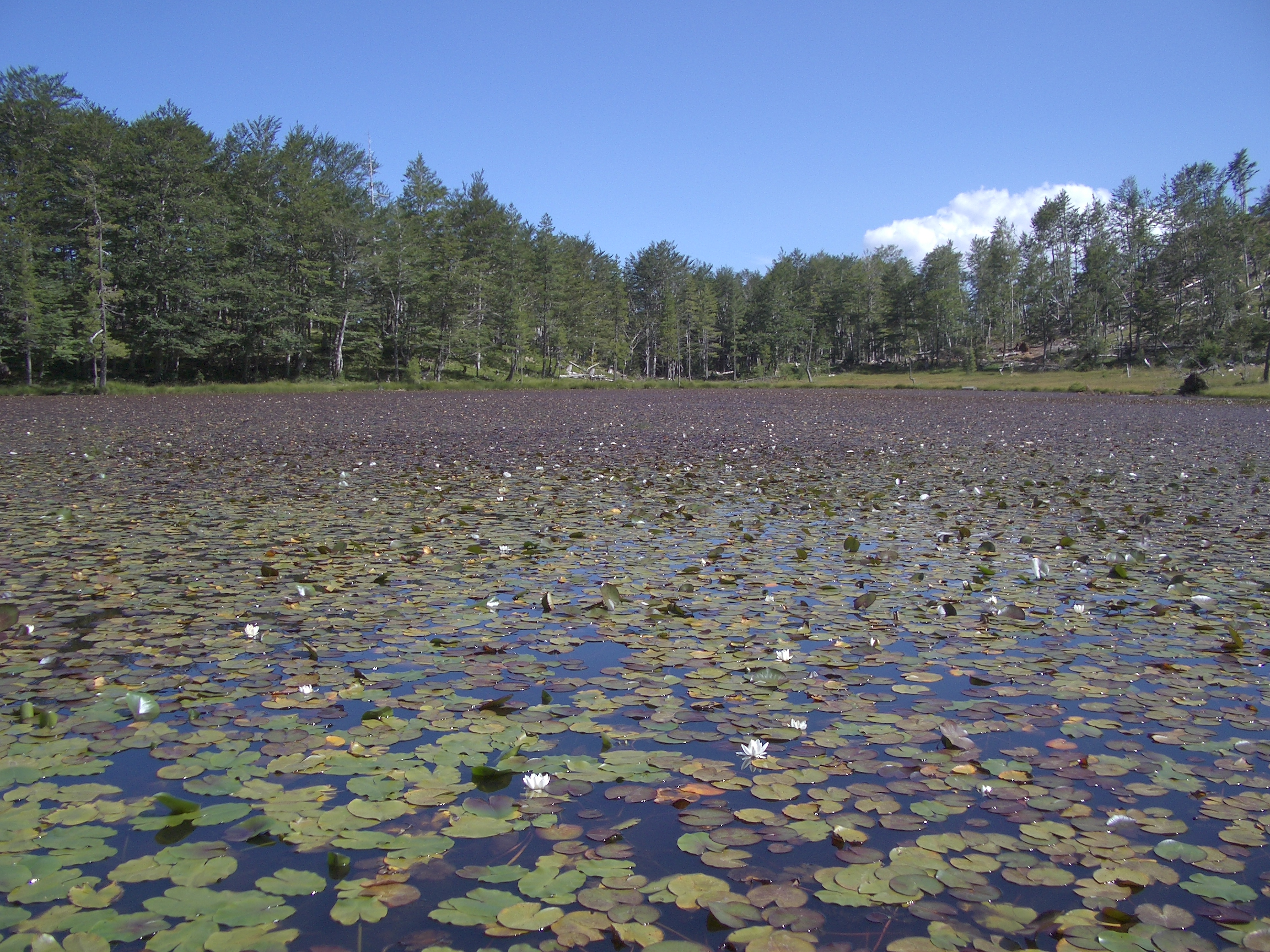
Il Parco Nazionale Lurë

La forma predominante di turismo nella regione è quello di montagna, grazie al terreno collinare e della grande quantità di foreste. Nella zona di Peshkopi si trovano due dei tredici parchi nazionali dell’Albania, il Parco Nazionale Lurë e il Parco Naturale Korab-Koritnik che offrono turismo montano in inverno e in estate, permettendo molte attività come arrampicata, passeggiate, sci, trekking, picnic, caccia, kayak,  eccetera.
Il museo in stile ottomano, situato accanto alla scuola secondaria generale, ospita una collezione di costumi locali, tappeti, attrezzature da cucina e gioielli in filigrana, nonché una serie di modelli di architettura locale.
Le sorgenti termali di acqua minerale e i bagni di zolfo (in albanese: llixha) nelle vicinanze di Peshkopi sono un'attrazione per il turismo stagionale, principalmente dall'interno dell'Albania, ma anche in misura minore dai paesi vicini. Hanno la reputazione di alleviare alcuni problemi di salute. Le terme si trovano a breve distanza a est della città, a monte lungo il torrente che attraversa il centro di Peshkopi.